# Chiasmopes namaquensis
Chiasmopes namaquensis är en spindelart som först beskrevs av Roewer 1955.  Chiasmopes namaquensis ingår i släktet Chiasmopes och familjen vårdnätsspindlar.
Artens utbredningsområde är Namibia. Inga underarter finns listade i Catalogue of Life.